# Mercedes-AMG F1 W11 EQ Performance
De Mercedes-AMG F1 W11 EQ Performance is een Formule 1-auto die gebruikt is door het Formule 1-team van Mercedes in het seizoen 2020. De auto was de opvolger van de Mercedes AMG F1 W10 EQ Power+. De W11 rijdt met een motor van Mercedes-AMG.

## Onthulling
Op 14 februari 2020 plaatste Mercedes foto's op sociale media waarin de auto met de zilveren kleurstelling te zien was. De auto reed deze dag een zogenoemde 'shakedown' op het circuit van Silverstone, onder andere voor film- en foto-opnames. Gedurende het seizoen veranderde Mercedes de auto naar een volledig zwarte kleurstelling als statement tegen racisme en discriminatie.
De auto is in seizoen 2020 door de Britse dan zesvoudige wereldkampioen Lewis Hamilton bestuurd, die daarmee zijn achtste seizoen bij Mercedes reed. Naast hem reed de Fin Valtteri Bottas, die zijn vierde volledige seizoen bij het team inging.

## Resultaten
| Kleur  | Resultaat                              |
| ------ | -------------------------------------- |
| Goud   | Winnaar                                |
| Zilver | Tweede plaats                          |
| Brons  | Derde plaats                           |
| Groen  | Gefinisht (punten behaald)             |
| Blauw  | Gefinisht (geen punten behaald)        |
| Blauw  | Niet geklasseerd (NC)                  |
| Paars  | Uitgevallen (DNF)                      |
| Rood   | Niet gekwalificeerd (DNQ)              |
| Zwart  | Gediskwalificeerd (DSQ)                |
| Wit    | Niet gestart (DNS)                     |
| Blanco | Gewond (INJ)                           |
| Blanco | Uitgesloten (EX)                       |
| Blanco | Teruggetrokken (WD) / Niet deelgenomen |
| P      | Poleposition                           |
| S      | Snelste ronde                          |

| Jaar | Chassis                            | Motor                     | Banden | Coureurs        | 1   | 2   | 3   | 4   | 5   | 6   | 7   | 8   | 9   | 10  | 11   | 12  | 13  | 14  | 15  | 16  | 17  | Punten | WK-stand |
| ---- | ---------------------------------- | ------------------------- | ------ | --------------- | --- | --- | --- | --- | --- | --- | --- | --- | --- | --- | ---- | --- | --- | --- | --- | --- | --- | ------ | -------- |
| 2020 | Mercedes-AMG F1 W11 EQ Performance | Mercedes F1 M11 EQ Power+ | P      |                 | OOS | STI | HON | GBR | 70J | SPA | BEL | ITA | TOS | RUS | EIF  | POR | EMI | TUR | BHR | SAK | ABU | 573    | 1        |
| 2020 | Mercedes-AMG F1 W11 EQ Performance | Mercedes F1 M11 EQ Power+ | P      | Lewis Hamilton  | 4   | 1P  | 1PS | 1P  | 2S  | 1P  | 1P  | 7PS | 1PS | 3P  | 1    | 1PS | 1S  | 1   | 1P  | ND* | 3   | 573    | 1        |
| 2020 | Mercedes-AMG F1 W11 EQ Performance | Mercedes F1 M11 EQ Power+ | P      | Valtteri Bottas | 1P  | 2   | 3   | 11  | 3P  | 3S  | 2   | 5   | 2   | 1S  | DNFP | 2   | 2P  | 14  | 8   | 8P  | 2   | 573    | 1        |
| 2020 | Mercedes-AMG F1 W11 EQ Performance | Mercedes F1 M11 EQ Power+ | P      | George Russell  |     |     |     |     |     |     |     |     |     |     |      |     |     |     |     | 9S  |     | 573    | 1        |

* Hamilton deed niet mee aan de Grand Prix van Sakhir vanwege een positieve coronatest. 
Alfa Romeo C39 ·
AlphaTauri AT01 ·
Ferrari SF1000 ·
Haas VF-20 ·
McLaren MCL35 ·
Mercedes-AMG F1 W11 EQ Performance ·
Racing Point RP20 ·
Red Bull RB16 ·
Renault R.S.20 ·
Williams FW43